# Интернациональный переулок (Ижевск)
Интернациональный переулок — переулок в Первомайском районе Ижевска. Проходит в центре города от реки Иж до Красноармейской улицы. Нумерация домов начинается от реки Иж.

## История
В дореволюционный период истории Ижевска улица была известна под названием Узенький переулок. В ходу также было уточняющее название Нижний Узенький переулок — для устранения путаницы с расположенным севернее одноимённым переулком.
В 1839 году в начале переулка через реку Иж был возведён Долгий мост, связавший Узенький переулок с заречной частью Ижевска.
Ещё в начале XX века переулок, как и большинство других ижевских улиц, не отличался благоустройством. Распутица и бездорожье были здесь обычным явлением. Сарапульская газета «Прикамская жизнь» так описывала состояние переулка весной:

…Ямщик содержателя Стригина, проезжая с пассажирами по Узенькому переулку между Куренной и Базарной улиц, утопил кошевку и подмочил багаж. Пришлось распрягать лошадей и при помощи посторонних лиц вытягивать кошевку со злополучными пассажирами из воды.

13 декабря 1918 года постановлением Ревграждансовета Ижевска Узенький переулок был переименован в Интернациональную улицу. Статус улицы однако со временем так и не прижился, в результате чего утвердилось название Интернациональный переулок.

## Расположение и маршрут
Переулок расположен в историческом центре Ижевска, в северо-западной части Первомайского административного района города. Начинается он на берегу реки Иж у проходной завода «Ижсталь» и следует в широтном направлении на восток. Заканчивается переулок на Красноармейской улице возле зданий цирка и Центрального автовокзала. Пересекает улицы Свердлова, Максима Горького, Красную, Карла Маркса и Вадима Сивкова.

## Примечательные здания и сооружения
По нечётной стороне:
- № 3 — караоке-бар «Горластый Гарри»
- № 11 — 4-этажный жилой дом (1959)
- № 15 — Министерство здравоохранения Удмуртской Республики

По чётной стороне:
- Памятник воинам-металлургам, погибшим в Великой Отечественной войне
- № 2 — Колупаевская баня[6]

## Транспорт
- К началу переулка — троллейбусы № 6, 9, автобусы № 2, 6, 7, 8, 9, 11, 15, 26, 27, 34, 36, 41, 73 (ост. Долгий мост).
- К концу переулка — трамваи № , , , ,  (ост. Центральная мечеть).